# Pīr Marzbān
Pīr Marzbān (persiska: پير مرزبان, پير مِهزابان, پيرمَزَبان) är en ort i Iran.   Den ligger i provinsen Zanjan, i den nordvästra delen av landet, 260 km väster om huvudstaden Teheran. Pīr Marzbān ligger 1 880 meter över havet och antalet invånare är 776.
Terrängen runt Pīr Marzbān är platt åt sydväst, men åt nordost är den kuperad. Terrängen runt Pīr Marzbān sluttar söderut.Runt Pīr Marzbān är det ganska tätbefolkat, med 108 invånare per kvadratkilometer. Närmaste större samhälle är Zarrīnābād, 12,1 km sydväst om Pīr Marzbān. Trakten runt Pīr Marzbān består i huvudsak av gräsmarker.